# Jim Mullen

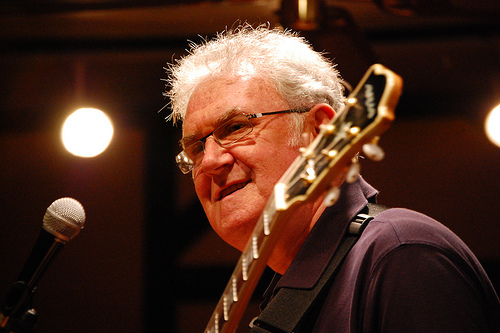
Jim Mullen

Jim Mullen  (* 26. November 1945 in Glasgow) ist ein schottischer Jazz- und Jazz-Rock-Gitarrist.

## Leben und Wirken
Mullen arbeitete in den 1960er Jahren mit Brian Auger’s Oblivion Express und wirkte an den ersten drei Alben der Band mit. Danach spielte er mit der Band Kokomo und ging mit der Average White Band auf Tournee in die Vereinigten Staaten. Dort lernte er Mitte der 1970er Jahre den Tenorsaxophonisten Dick Morrissey kennen, mit dem er gemeinsam die bis 1985 bestehende Funk-Gruppe Morrissey-Mullen gründete.
Mullen arbeitete im Laufe seiner Karriere außerdem mit Guy Barker (1991), Geoff Gascoyne (Voices of Spring, 1995), Mornington Lockett, der Gail Thompson Bigband, Chad Wackerman, Pete Brown & Piblokto!, Mose Allison, Hamish Stuart, Tam White, Claire Martin, Mike Carr, Jimmy Witherspoon und Georgie Fame. Mit dem Saxophonisten Christian Brewer und ihrer gemeinsamen Funk-Band Brewer’s Crew trat er 2018 beim London Jazz Festival auf. Mullen erhielt mehrere Auszeichnungen, wie den British Telecom Jazz Award (als bester Gitarrist in den Jahren 1994, 1996 and 2000) und gewann in den Jahren 2013, 2014, 2015 und 2018  die British Jazz Awards für Gitarre.
Wie Wes Montgomery vor ihm spielt Mullen mit dem Daumen statt mit einem Plektrum.

## Diskographische Hinweise
| - The Atlantic Family Live in Montreux (1977) - 'Live' at Ronnie Scott's (1980) – mit Mike Carr und Harold Smith - Good Times and The Blues (1993) – mit Dick Morrissey und Mike Carr - Soundbites (1993) - Rule of Thumb (Jazzprint, 1996) - Big Blues (1997) – mit Jimmy Witherspoon - jimjam (2000) – mit Hamish Stuart - Burns (2000) - ...But Beautiful – Jim Mullen Helmut Nieberle Sextett (Bobtale records, 2001) - Cartoon Capers (2001) | - We Go Back (Jazzprint, 2001) mit Mick Hutton - The Mose Chronicles: Live in London, vol. 2 mit Mose Allison (Blue Note, 2002) - Live in Glasgow – (2003) - He Never Mentioned Love – Claire Martin (2007) - All About the Music – The AllStars (2007) - Smokescreen – The Jim Mullen Organ Trio featuring Stan Sulzmann (2007) - The Great Wee Band: Light Blue (Trio, 2011) mit Henry Lowther - Volunteers (Diving Duck, 2019) - Claire Martin & Jim Mullen: Bumpin’ (2019) - Jim Mullen Quartet: For Heaven's Sake (2025) |